# István Nagyatádi Szabó

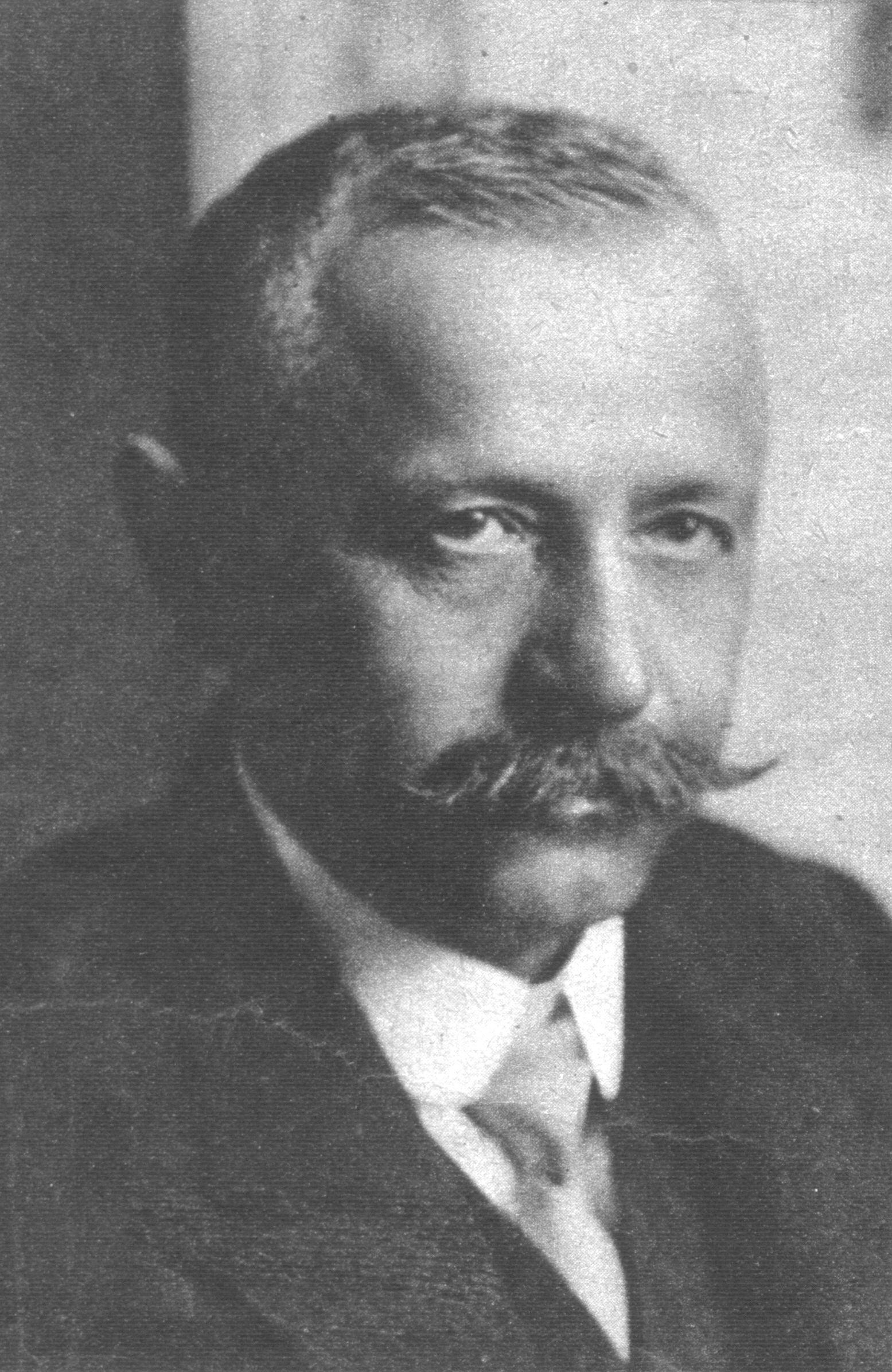
István Nagyatádi Szabó

István Nagyatádi Szabó, född 17 september 1863 i Erdőcsokonya, Österrike-Ungern, 
död där 31 oktober 1924, var en ungersk bondepolitiker.
Szabó började sin bana som lantarbetare och daglönare, blev nämndeman i sin by Nagyatád och bildade de ungerska småböndernas politiska parti. År 1908 blev han som bondepartiets förste och ende representant invald i parlamentet, där han arbetade för småböndernas och lantarbetarnas sak. 
Under krigsåren 1914–18 organiserade Szabó sitt parti landet runt, så att detta vid revolutionens utbrott 1918 var så betydande, att han ingick som småbruksminister i Dénes Berinkeys regering. Under ungerska rådsrepublikens tid drog han sig tillbaka till sin by, men kallades efter motrevolutionens seger i augusti 1919 till livsmedelsminister och därefter till jordbruksminister, vilken post han behöll till sin död. 
Szabós bondeparti förenade sig 1921 med István Bethlens borgarparti, som segrade med stor majoritet vid valen till andra nationalförsamlingen (1922). Szabós största verk är den ungerska jordbruksreformen (lag 1920 § XXXVI och 1924 års lag § VII), som möjliggjorde en rättvisare fördelning av jorden.